# Agathis duplicata
Agathis duplicata är en stekelart som beskrevs av Shestakov 1928. Agathis duplicata ingår i släktet Agathis, och familjen bracksteklar. Inga underarter finns listade.